# Johann Strauss (Enkel)

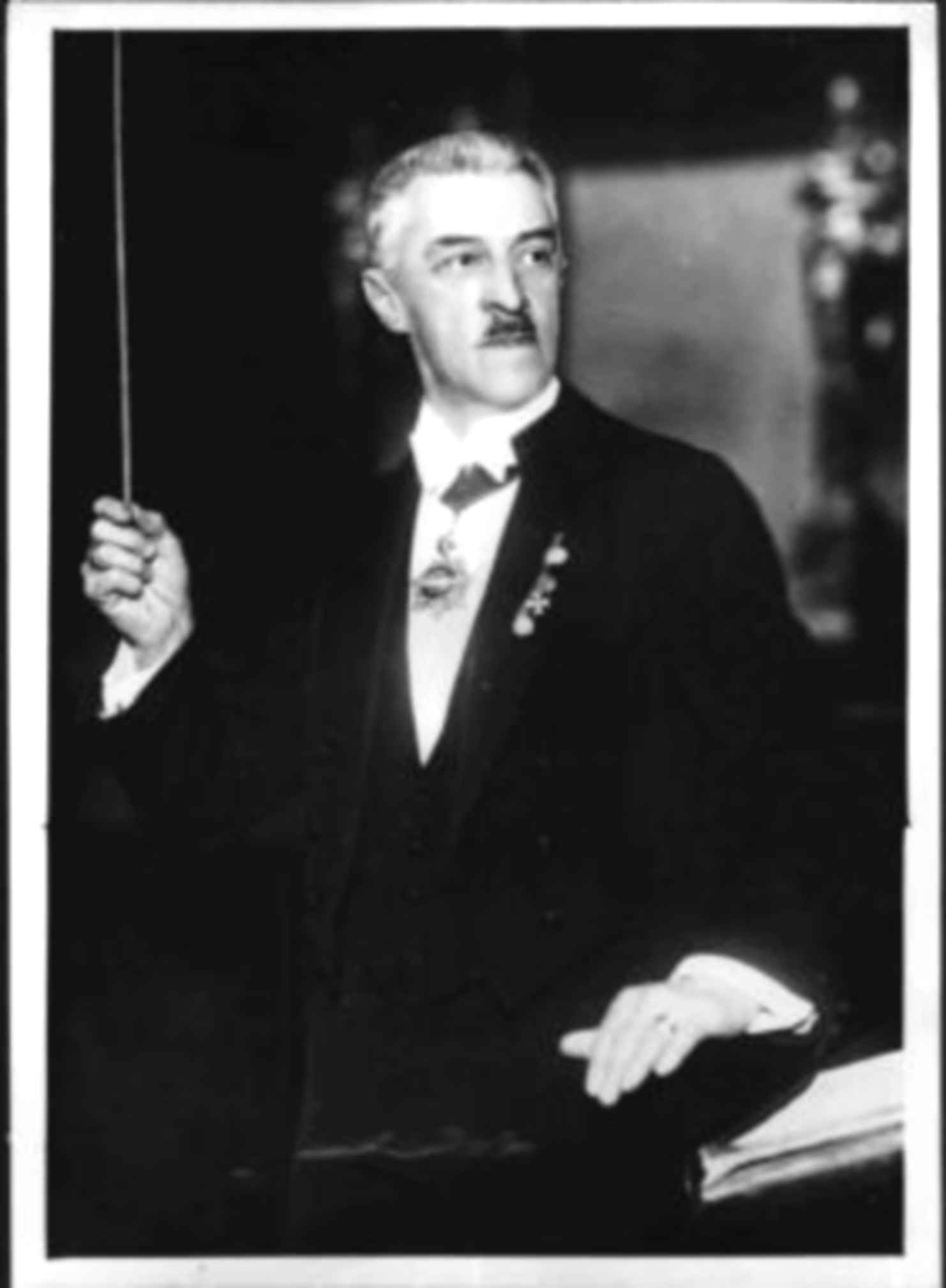
Johann Strauss III (1866–1939)

Johann Eduard Maria Strauss, auch Johann Strauss (Enkel) oder Johann Strauss III, (* 16. Februar 1866 in Wien; † 9. Januar 1939 in Berlin) war ein österreichischer Komponist und Kapellmeister.

## Leben
Johann war der erste Sohn von Eduard Strauß und seiner Ehefrau Maria geb. Klenkhart (1840–1921), und somit Enkel von Johann Strauss (Vater) und Neffe von Johann Strauss (Sohn) und Josef Strauss. Er bekam zunächst eine umfassende musikalische Ausbildung, studierte dann Rechtswissenschaft und arbeitete im k.k. Ministerium für Kultus und Unterricht. Er heiratete am 17. April 1894 Maria Emilie Karoline Hofer (1867–1939), aus dieser Ehe gingen vier Kinder hervor.
Am 23. Dezember 1898 wurde seine Operette in drei Akten Katze und Maus (Text: Ferdinand Gross und Victor Léon) nach der Vorlage von Eugène Scribe im Theater an der Wien uraufgeführt. Johann Strauss III. konnte aber nicht an die Erfolge seiner Vorfahren anknüpfen. Er übernahm 1901 von seinem Vater die Leitung der Hofballmusik in Wien und ging dann als Kapellmeister nach Berlin. In seinen Konzertreisen durch Europa führte er als geigenspielender Dirigent die Musik der Strauss-Familie auf. 1934 und 1937 gastierte er auch in den USA.
Sein letztes Konzert gab er mit der Dresdner Philharmonie am 26. Dezember 1938. Das ihm ehrenhalber gewidmete Grab befindet sich auf dem Grinzinger Friedhof (Gruppe 12, Reihe 2, Nummer 7) in Wien.

## Werke
- 1898 Katze und Maus (Operette)

Nach Motiven der  Operette
- 1898 Sylvianen (Walzer) Op. 1
- 1898 Leonie (Walzer) Op. 2

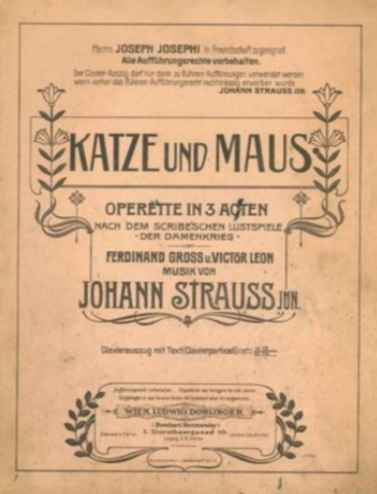
Partitur der Operette Katze und Maus (1898)

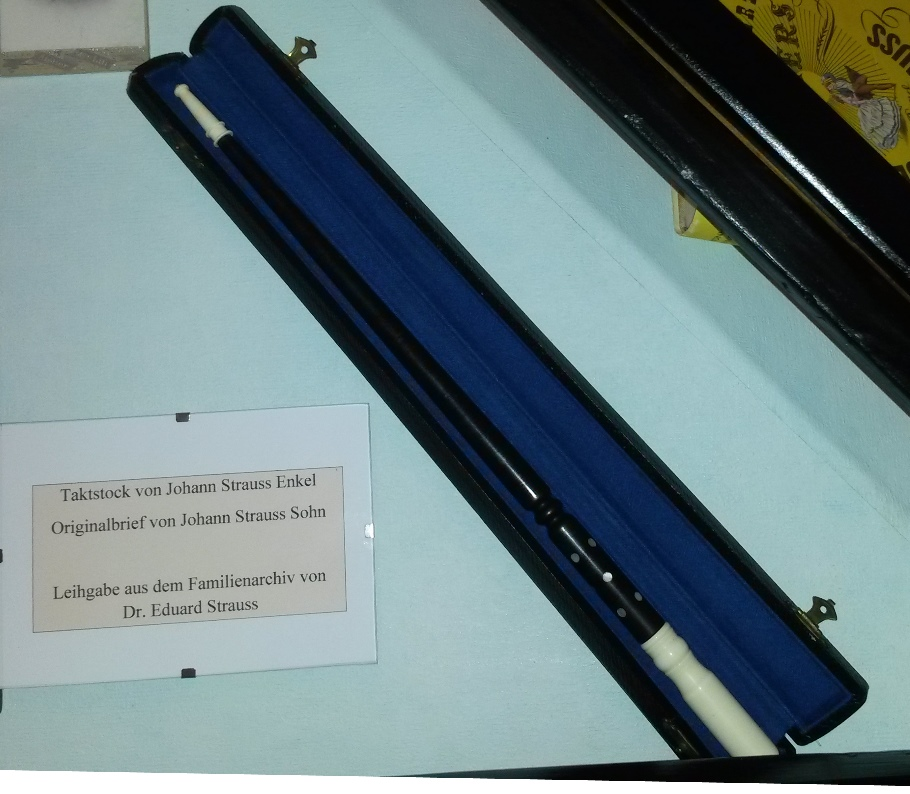
Taktstock von Johann Strauss Enkel im Museum der Johann Strauss Dynastie Wien

- 1898 Comme it faut (Polka française) Op. 3
- 1898 Rococo (Gavotte) Op. 4
- 1898 Empire (Polka Mazur) Op. 5
- 1898 Schlau-Schlau (Polka schnell) Op. 6
- 1898 Dragoner (Marsch) Op. 7
- 1898 Katze und Maus (Quadrille) Op. 8
- 1898 Musette Op. 9

Die Werke 10 bis 23 sind derzeit nicht verzeichnet.
- 1900 Gruß aus Wien, (Walzer) Op. 24
- 1900 Dem Mutigen gehört die Welt (Walzer) Op. 25
- 1900 Budapester-Polka Op. 26
- 1906 Frisch durch’s Leben (Galopp) Op. 27
- 1900 Rosige Laune (Mazurka) Op. 28
- 1900 Mit vereinten Kräften (Marsch) Op. 29
- 1900 Unter den Linden (Walzer) Op. 30
- 1900 La Patineuse - Die Schlittschuhläuferin (Walzer) Op. 31
- 1901 Wiener Weisen (Walzer) Op. 32
- 1901 Mariana Valse (Walzer) Op. 33
- 1902 Im Galopp Op. 34
- 1902 Ludmilla (Mazurka) Op. 35
- 1902 In der Blütezeit (Walzer) Op. 36
- 1902 Mit freudigem Herzen (Polka) Op. 37
- 1903 Dichterliebe (Walzer) Op. 38
- 1901 Wilhelminen-Walzer Op. 39
- 1902 Krönungs-Walzer Op. 40 (zur Krönung von Eduard VII.)